# Rot13
Rot13, voor 13 plaatsen roteren, is een eenvoudig symmetrisch encryptiealgoritme. Het behoort tot de Caesarrotaties, waarbij een alfabet wordt gebruikt dat een aantal plaatsen is verschoven.
Het idee is om de letters in het te versturen bericht, de klare tekst, dertien plaatsen in het alfabet op te schuiven, en bij de Z weer terug te gaan naar de A. Wikipedia wordt bijvoorbeeld Jvxvcrqvn en Caesaralfabet wordt Pnrfnenysnorg. Door Rot13 nogmaals toe te passen, op de versleutelde tekst, op de cijfertekst, is de klare tekst weer terug te krijgen. Versleutelen en ontsleutelen gaan dus hetzelfde. Dit maakt het dat Rot13 ook zijn eigen inverse is.
Via de volgende tabel kan Rot13 worden vertaald.
| A B C D E F G H I J K L M N O P Q R S T U V W X Y Z |
| N O P Q R S T U V W X Y Z A B C D E F G H I J K L M |

Als encryptie is Rot13 weinig waard, echter wordt Rot13 wel regelmatig gebruikt in puzzels in bijvoorbeeld een ARG.